# زين هولتز
زين هولتز هو عارض وممثل كندي، ولد في 18 يناير 1987 بفانكوفر في كندا.

## أعمال

### أفلام
- (2003) حفر
- (2010) فامبيرز ساك[1]
- (2012) مزايا أن تكون خجولا[2]
- (2018) الصياد القاتل

### مسلسلات
- إن سي آي إس

## وصلات خارجية
- زين هولتز على موقع IMDb (الإنجليزية)
- زين هولتز على موقع ألو سيني (الفرنسية)
- زين هولتز على موقع ميوزك برينز (الإنجليزية)
- زين هولتز على موقع أول موفي (الإنجليزية)
- زين هولتز على موقع قاعدة بيانات الأفلام السويدية (السويدية)
- زين هولتز على موقع قاعدة بيانات الفيلم (الإنجليزية)
- زين هولتز على موقع كينوبويسك (الروسية)